# Gunung Tua Jae (Padang Bolak)
Gunung Tua Jae is een bestuurslaag in het regentschap Padang Lawas Utara van de provincie Noord-Sumatra, Indonesië. Gunung Tua Jae telt 1141 inwoners (volkstelling 2010).